# Tom Pappas

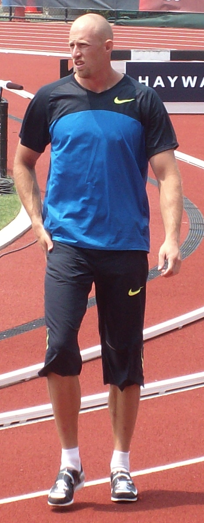
Tom Pappas

Tom Pappas (* 6. September 1976 in Azalea, Oregon) ist ein ehemaliger US-amerikanischer Zehnkämpfer.
Auf dem College spielte er zunächst American Football und Baseball und betätigte sich daneben auch als Ringer. Pappas, der 1,96 m groß ist und zu seiner aktiven Zeit 93 kg wog, wandte sich erst im Alter von 19 Jahren der Leichtathletik zu.
International machte er erstmals auf sich aufmerksam, als er bei den Olympischen Spielen 2000 in Sydney Fünfter wurde. Sein bisher größter Erfolg war der Sieg bei den Weltmeisterschaften 2003 in Paris/Saint-Denis. Danach galt er als einer der Favoriten auf die Goldmedaille bei den Olympischen Spielen 2004 in Athen. Aufgrund einer Verletzung musste er dort jedoch am zweiten Tag des olympischen Zehnkampfes den Wettkampf aufgeben.